# 維庫尼亞 (智利)
33°0′S 71°31′W / 33.000°S 71.517°W

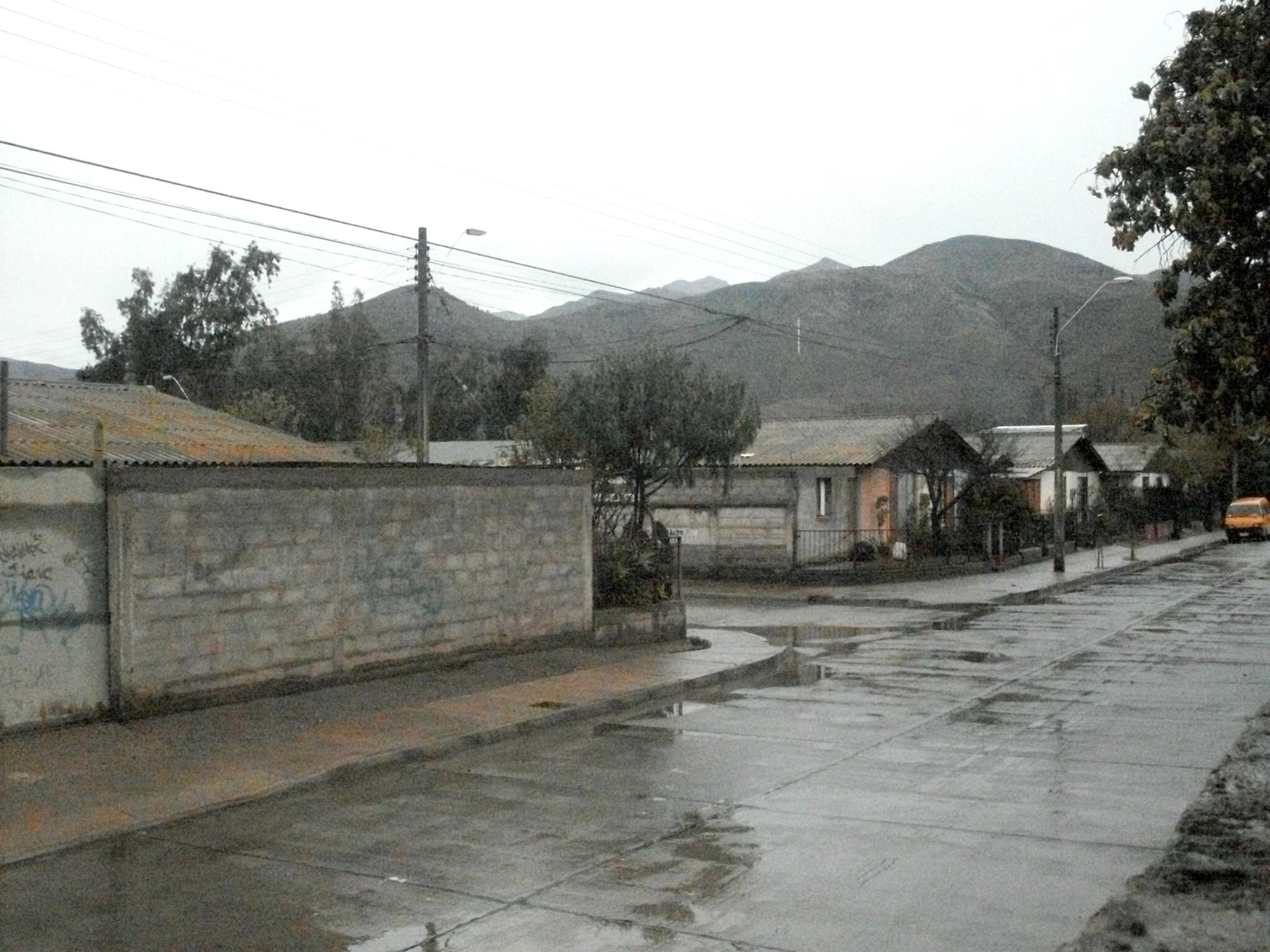

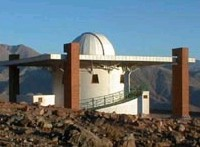

維庫尼亞（西班牙語：Vicuña），是智利的城市，位於該國中部科金博大區的埃爾基省，始建於1821年2月22日，面積7,609.8平方公里，海拔高度709米，2012年人口25,085人，人口密度每平方公里3.3人。